# Maria Mutola
Maria Mutola, född 27 oktober 1972 i Maputo i Moçambique, är friidrottare, 800-meterslöpare.
Maria Mutola började friidrotta som 15-åring efter att tidigare varit en lovande fotbollsspelare. Redan samma år tog hon silver vid afrikanska mästerskapen i friidrott på 800 meter. Hon deltog även vid OS 1988 i Seoul där hon trots att hon satte personbästa med tiden 2.04,36 blev utslagen i försöksloppen.
De följande åren stagnerade utvecklingen av hennes personbästa, bland annat beroende på att hon inte mötte speciellt högklassigt motstånd i Moçambique och att hon bara tränade på allvar inför större tävlingar. Hon lyckades ändå ta guld vid afrikanska mästerskapen 1990. Genom ett IOK-program kunde hon 1991 börja träna och studera i Oregon i USA. Vid VM 1991 i Tokyo blev hon fyra och satte juniorvärldsrekord med tiden 1.57,63. Vid OS 1992 i Barcelona blev hon femma på 800 meter och nia på 1500 meter. Det var enda gången hon sprang den senare distansen vid ett större mästerskap.
Maria Mutola vann VM både inomhus och utomhus 1993. Två år senare tog hon åter guld inomhus, men blev diskvalificerad i semifinalen utomhus. Senare 1995 satte hon världsrekord på 1000 meter och blev första kvinnan under två och en halv minut på den distansen.
Efter att inte ha förlorat ett lopp på 800 meter sedan OS-finalen 1992 åkte hon återigen på en förlust vid OS 1996 i Atlanta där hon med nedsatt form på grund av influensa blev trea. Hon vann sedan VM inomhus 1997, medan hon blev trea utomhus. Hon vann distansen vid Samväldesspelen 1998 och vid utomhus-VM 1999 blev hon tvåa.
Vid OS i Sydney 2000 tog hon ett efterlängtat OS-guld, vilket följdes upp med VM-guld 2001 och 2003 samt guld vid Samväldesspelen 2002. Under både 2004 och 2005 var hon skadedrabbad, även om hon blev fyra vid OS i Aten 2004. Vid Samväldesspelen 2006 tog hon brons. Vid OS i Peking 2008 gick hon till final och slutade på en femteplats.

## Personliga rekord
- 200 m - 23,86
- 400 m - 51,37
- 800 m - 1.55,19
- 1 000 m - 2.29,34
- 1 500 m - 4.01,50
- 3 000 m - 9.27,37
- 5 000 m - 18.15,1